# 白庙乡 (睢县)
白庙乡，是中华人民共和国河南省商丘市睢县下辖的一个乡镇级行政单位。

## 行政区划
白庙乡下辖以下地区：
白庙村、李楼村、裴堂村、郭店村、聂庄村、徐阳沟村、仲集村、王一明村、殷楼村、土楼村、赵河口村、姜集村、袁柳村、李口村、西朱楼村、鲁楼村、后阳村、单庄村、苏庄村、石屯村和东朱楼村。